# Sonja Jacobsen
Sonja Julia Jacobsen (* 29. Januar 1972 in Düsseldorf) ist eine deutsche Journalistin und Politikerin (FDP). Sie war seit von April 2023 bis April 2025 Landesvorsitzende der FDP Hamburg.

## Leben und Beruf
Jacobsen ist Mutter von zwei Kindern, verheiratet und lebt seit 2015 in Hamburg-Bergedorf. Nach dem Abitur in Köln studierte sie Geschichte und Nordamerika-Studien an der Freien Universität Berlin und absolvierte einen Master in Broadcast Journalism an der Sheffield Hallam University. Von 2009 bis 2021 war sie Schlussredakteurin bei ProSieben.

## Politik
Im Jahr 2019 unterlag Jacobsen Anna-Elisabeth von Treuenfels-Frowein im Kampf um die Spitzenkandidatur für die Wahl zur Hamburger Bürgerschaft.
2021 kandidierte Jacobsen für den Deutschen Bundestag im Wahlkreis Hamburg-Bergedorf – Harburg. Dort gewann sie 8,5 % der Erststimmen.
Jacobsen kandidierte 2023 als Landesvorsitzende der FDP Hamburg und setzte sich gegen den ehemaligen Bürgerschaftsabgeordneten Daniel Oetzel mit 147 zu 97 Stimmen durch.
Von 2019 bis 2024 war sie Vorsitzende der FDP-Fraktion in der Bezirksversammlung Bergedorf, in die sie auch 2024 erneut gewählt wurde.
Bei der Bürgerschaftswahl in Hamburg 2025 kandidierte sie erfolglos auf Platz 2 der Landesliste der FDP Hamburg neben der Spitzenkandidatin Katarina Blume. Da ihre Partei deutlich an der Fünfprozenthürde scheiterte, errang sie kein Mandat. In der Folge kündigte sie an, im April 2025 nicht erneut als Hamburger FDP-Vorsitzende zu kandidieren.